# Generacija 5 (album)
Generacija 5 je prvi studijski album srpskog hard rock sastava Generacija 5. Izdan je 1980. godine.

## Lista pjesama
- 1. Dolazim za pet minuta 3:38
- 2. A ti 5:45
- 3. Pseto 3:19
- 4. Rodjen na asfaltu 4:30
- 5. Ti i ja 3:42
- 6. Nedelja 3:24
- 7. Veza 3:40
- 8. Probudi se iz sna 5:28

## Izvođači
- Goran Milošević - vokali
- Dragan Jovanović - gitara
- Dušan Petrović - bas
- Dragan Ilić - klavijature
- Boban Đorđević - bubnjevi